# Commiphora ankaranensis
Commiphora ankaranensis är en tvåhjärtbladig växtart som först beskrevs av André Leroy, och fick sitt nu gällande namn av M. Cheek & A. Rakotozafy. Commiphora ankaranensis ingår i släktet Commiphora och familjen Burseraceae. Inga underarter finns listade i Catalogue of Life.